# Club Zero
Club Zero is een internationale film uit 2023, geregisseerd door Jessica Hausner die ook meeschreef en produceerde.

## Verhaal
Op een eliteschool vormen de net begonnen lerares Novak en vijf van haar studenten een bijzondere band die vooral te maken heeft met hun voedingspatronen. Maar deze onderlinge relatie begint na een tijdje een gevaarlijke wending te nemen. 

## Rolverdeling
| Acteur               | Personage       |
| -------------------- | --------------- |
| Mia Wasikowska       | Ms. Novak       |
| Mathieu Demy         | Elsa's vader    |
| Elsa Zylberstein     | Elsa's moeder   |
| Amir El-Masry        | Mr. Dahl        |
| Sidse Babett Knudsen | Ms. Dorset      |
| Camilla Rutherford   | Fred's moeder   |
| Amanda Lawrence      | Ms. Benedict    |
| Sam Hoare            | Fred's vader    |
| Keeley Forsyth       | Regina's moeder |

## Productie
In februari 2022 werd aangekondigd dat Mia Wasikowska zich bij de cast van de film had gevoegd, die Jessica Hausner regisseerde en produceerde op basis van een scenario van haarzelf en Géraldine Bajard. In augustus 2022 vervoegden Sidse Babett Knudsen, Amir El-Masry, Mathieu Demy, Elsa Zylberstein, Luke Barker, Amanda Lawrence, Sam Hoare, Keeley Forsyth, Lukas Turtur, Camilla Rutherford, Samuel D. Anderson, Florence Baker, Ksenia Devriendt en Gwen Currant de cast van de film. De filmopnames begonnen op 25 juli 2022 in Oxford.

## Release
Club Zero ging op 22 mei 2023 in première in de officiële competitie van het Filmfestival van Cannes.

## Prijzen en nominaties
De belangrijkste:
| Jaar | Prijs                    | Categorie        | Genomineerde(n) | Uitslag     |
| ---- | ------------------------ | ---------------- | --------------- | ----------- |
| 2023 | 36e Europese Filmprijzen | Beste filmmuziek | Markus Binder   | Gewonnen    |
| 2023 | Filmfestival van Cannes  | Gouden Palm      | Jessica Hausner | Genomineerd |